# Omni Consumer Products
Omni Consumer Products est une société américaine fondée en 2006 par le designer graphique Pete Hottelet. Elle développe et commercialise des produits dérivés de films, en « défictionnalisant » des produits fictifs,. Elle tient son nom de la société fictive du même nom, présentée dans les films RoboCop,. La société a notamment développé la boisson « Brawndo » (inspirée de celle du film Idiocracy), le « Tru Blood » (présenté dans la série télévisée True Blood), les « Stay Puft Caffeinated Gourmet Marshmallows » (SOS Fantômes). Omni Consumer Products a également obtenu les droits pour produire et commercialiser l'eau de Cologne « Sex Panther », (Présentateur vedette : La Légende de Ron Burgundy). Pendant quelques mois en 2009, Omni Consumer Products avait pour sponsor Kevin Smith.